# (10549) Helsingborg
(10549) Helsingborg ist ein Asteroid des Hauptgürtels, der am 2. September 1992 vom belgischen Astronomen Eric Walter Elst am La-Silla-Observatorium der Europäischen Südsternwarte (IAU-Code 809) in Chile entdeckt wurde.
Der Asteroid gehört zur Eunomia-Familie, einer nach (15) Eunomia benannten Gruppe, zu der vermutlich fünf Prozent der Asteroiden des Hauptgürtels gehören.
Der Himmelskörper wurde am 20. März 2000 nach der an der engsten Stelle des Öresunds gelegenen schwedischen Stadt Helsingborg benannt.